# As (gastronomía)
El as es un tipo de sándwich de la gastronomía chilena, muy similar al completo.

## Descripción
Consiste básicamente en un pan lengua o pan de completo, el cual en lugar de la típica salchicha vienesa se rellena con carne picada de vacuno tipo churrasco (frita o asada a la plancha o a la parrilla) aun cuando se le colocan los ingredientes típicos de los completos, teniendo así las diversas variedades, a saber:
- A lo pobre: Cebolla caramelizada y huevo frito o revuelto.
- Barros Luco o Luco: Queso derretido.[1]
- Brasileño: Queso derretido y palta. Emula los colores de la bandera de Brasil.
- Chacarero: Tomate, poroto verde mayonesa y ají cristal.
- Italiano: Palta, mayonesa y tomate. Llamado así por emular los colores de la bandera de Italia.[2]

Se pueden acompañar con otros aderezos a gusto de cada comensal: pebre, salsa de ají, ketchup, mostaza, salsa BBQ, etc.

## Otras variantes
Cuando la carne de vacuno se sustituye por lomo de cerdo preparado de la misma forma se le conoce como as de lomito y si se prepara con filetes de pechuga de pollo se llama as de ave.